# 실바누스 세이어
실바누스 세이어(Sylvanus Thayer, 1785년 6월 9일 ~ 1872년 9월 7일)는 미국인 육군 장교, 공학자, 교육자로, 1817년부터 1833년까지 웨스트포인트에 있는 미국 육군사관학교의 5대 교장을 역임했다. 그는 기관을 현재의 기준으로 개혁하여 "육군사관학교의 아버지"로 기억되며, 미국에서 공학 교육의 초기 옹호자였다.

## 초기 생애 및 교육

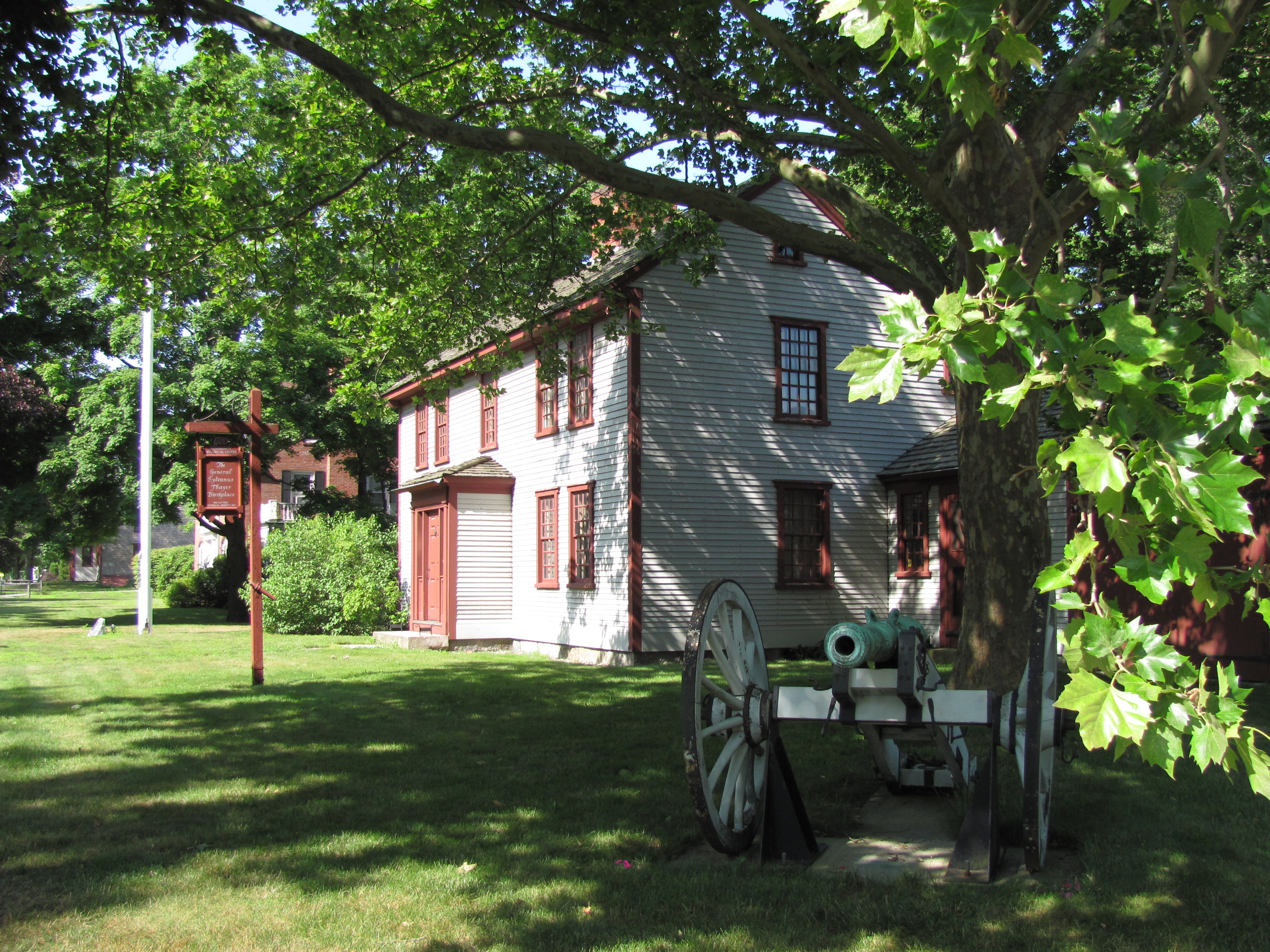
세이어의 출생지 (매사추세츠주 브레인트리)

실바누스 세이어는 브레인트리 (매사추세츠주)에서 신사 농부인 너새니얼 세이어와 그의 아내 도르카스 팩슨의 아들로 태어났다.
1793년 8세의 나이에 세이어는 숙부 아자리아 팩슨과 함께 살며 워싱턴 (뉴햄프셔주)에서 학교에 다녔다. 그곳에서 그는 팩슨과 마찬가지로 독립 전쟁의 참전 용사였던 벤자민 피어스 장군을 만났다.
1803년 세이어는 다트머스 대학교에 입학하여 1807년에 수석으로 졸업했다. 그러나 그는 피어스 장군의 요청으로 토머스 제퍼슨 대통령으로부터 웨스트포인트에 임명받아 다트머스에서 졸업 연설을 하지 않았다. 세이어는 단 1년 만에 미국 육군사관학교를 졸업하고 1808년에 소위로 임관했다. 그의 첫 임무는 보스턴항에 포트 워렌(나중에 포트 윈스롭으로 개명) 건설을 감독하는 것이었으며, 이는 그의 후기 경력의 대부분을 예고했다.
미영 전쟁 중 세이어는 노퍽 (버지니아주)의 요새화와 방어를 지휘했으며 소령으로 진급했다. 1815년, 그는 유럽 여행을 위해 5,000달러를 지원받아 프랑스 에콜 폴리테크니크에서 2년간 공부했다. 유럽 여행 중 그는 과학, 특히 수학 서적을 수집했는데, 이 서적들은 현재 수학사 연구자들에게 귀중한 자료가 되고 있다.

## 웨스트포인트 교장
1817년, 제임스 먼로 대통령은 올든 파트리지 대위의 사임 후 세이어에게 웨스트포인트의 육군사관학교 교장이 되라고 명령했다. 그의 지도 아래 육군사관학교는 미국 최초의 공과대학이 되었다.
웨스트포인트에서 세이어는 현재에도 사용되는 수많은 전통과 정책을 확립했다. 여기에는 명예와 책임의 가치, 엄격한 정신적 및 신체적 훈련, 감점 시스템, 여름 야영, 높은 학업 기준, 그리고 생도들이 항상 뛰어난 군인의 자세와 외모를 유지해야 한다는 요구 사항이 포함된다.
세이어의 개혁 중 하나는 생도들을 네 학급으로 조직하여 표준 4년 과정을 수립한 것이다. 1823년 졸업반부터 매년 7월 1일은 졸업반이 임관하고 입학반이 선서하는 날이었다. 졸업일은 1861년부터 6월 15일로 앞당겨졌다.
세이어 재임 기간 동안 웨스트포인트에 다녔던 많은 생도들은 멕시코 전쟁과 남북 전쟁 동안 주요 리더십 직책을 맡았다.

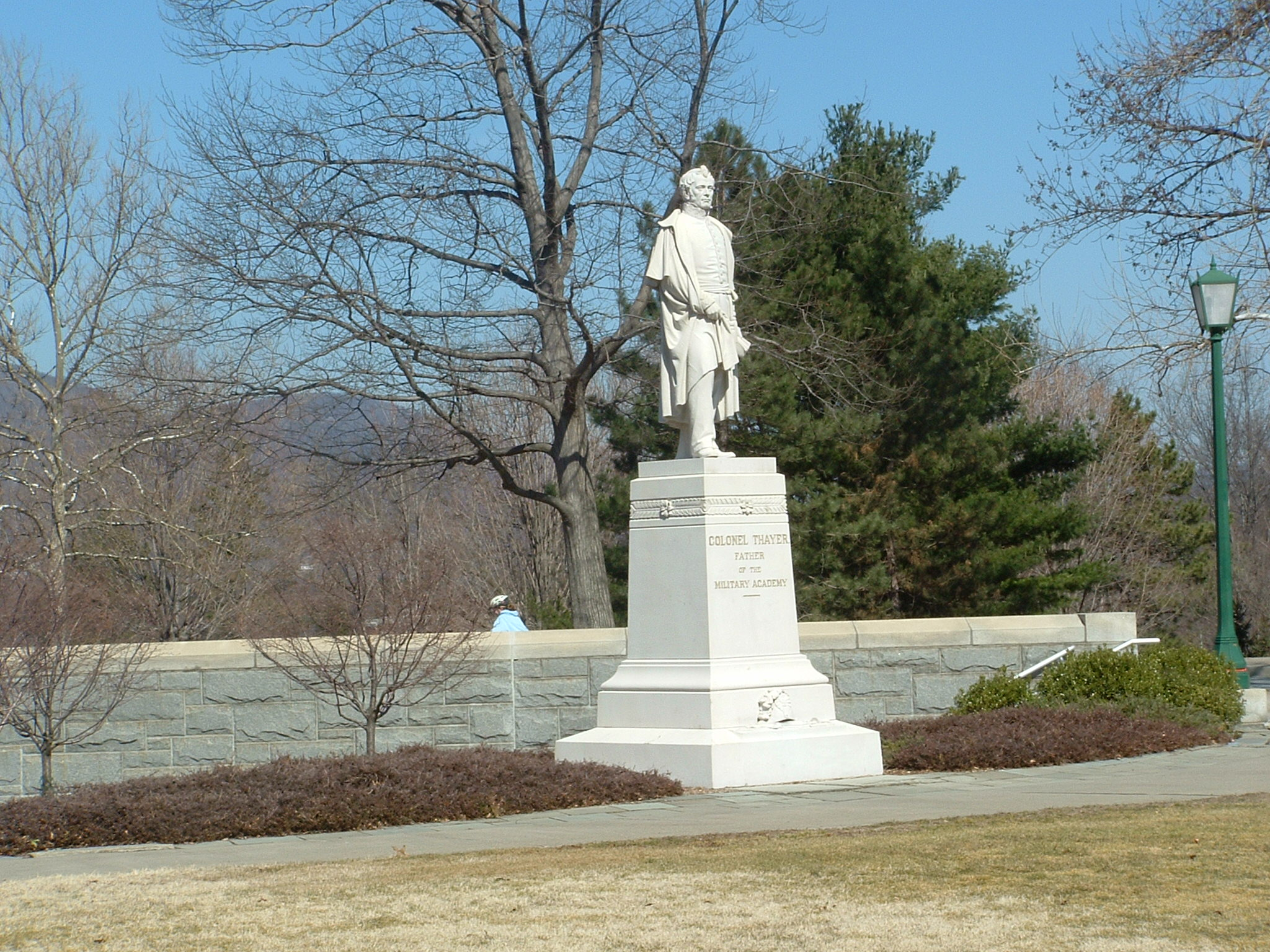
웨스트포인트의 실바누스 세이어 동상과 기념비

## 후기 경력
세이어 대령의 웨스트포인트 근무는 앤드루 잭슨 대통령과의 의견 불일치로 인해 1833년 사임으로 막을 내렸다. 그는 1834년에 미국 예술 과학 아카데미의 준회원으로 선출되었다.
세이어는 육군 공병대로 복귀했다. 세이어는 다음 30년의 대부분을 보스턴 지역의 수석 엔지니어로 보냈다. 이 기간 동안 그는 보스턴 항구를 방어하기 위한 포트 워렌과 포트 인디펜던스 건설을 감독했다. 세이어의 위대한 공학적 능력은 위에서 언급된 두 요새에서 모두 관찰될 수 있다. 그는 1838년에 미국철학학회 회원으로 선출되었다.
세이어는 1833년 4월 2일부터 1857년 12월 21일까지 해안 방어 공병대 이사회 위원이었고, 1838년 12월 7일부터 이사회 의장이었다. 그는 1857년 12월 21일부터 1858년 12월 22일까지 공병대장 조지프 G. 토텐 대령이 휴가 중인 동안 공병대 임시 사령관을 맡았다. 1858년 12월, 세이어는 장기 병가에 들어갔다. 그는 남북 전쟁에 적극적인 역할을 하지 않았다.
1861년 8월, 워싱턴 D.C.의 남북 전쟁 방어시설의 일부인 토목 요새인 포트 세이어가 그의 이름을 따서 건설되었다.
세이어는 1863년 6월 1일 육군 공병대 대령 계급으로 육군에서 은퇴했다. 그는 45년 이상의 복무 기간을 가진 장교의 은퇴를 의무화한 육군 장교 은퇴를 규정하는 첫 번째 법률에 따라 은퇴했다.

## 사망 및 유산
1869년, 미국 육군사관학교에서 세이어의 지속적인 유산의 결과로, 브레인트리에서 세이어와 웨스트포인트 졸업생이자 남북 전쟁 영웅인 로버트 앤더슨 준장 사이에 회의가 열렸다. 1869년 앤더슨과 세이어의 회의 결과는 육군사관학교 졸업생 협회(AoG)의 설립이었다.
1867년, 세이어는 다트머스 대학교 이사들에게 40,000달러를 기부하여 세이어 공과대학을 설립했다. 세이어는 직접 USMA 졸업생 로버트 플레처 중위를 찾아 아사 도지 스미스 다트머스 총장에게 추천했다. 플레처는 이 학교의 첫 번째이자 유일한 교수가자 학장이 되었다.
세이어 공과대학은 1871년에 첫 세 명의 학생을 대학원 프로그램에 입학시켰다. 또한 1871년 그의 유언에 따라 브레인트리 (매사추세츠주)의 세이어 아카데미가 구상되었다. 이 학교는 1877년 9월 12일에 문을 열었다.
세이어는 1872년 9월 7일 브레인트리에 있는 자택에서 사망했다. 그는 1877년에 웨스트포인트 묘지에 재매장되었다. 세이어의 사망 기사는 1872년 9월 8일 뉴욕 타임스에 실렸다.

## 저서
세이어의 논문과 원고는 뉴욕 뉴욕시 웨스트포인트의 미 육군사관학교 도서관과 뉴햄프셔 해노버의 다트머스 대학교 도서관에 나뉘어 소장되어 있다.

## 영예, 훈장, 상 및 표창
1852년 파충류학자인 스펜서 풀러턴 베어드와 찰스 프레데릭 지라르는 스미스소니언 협회에서 세이어를 기리기 위해 도마뱀 종인 Sceloporus thayeri를 명명했지만, 이 종은 나중에 Sceloporus undulatus hyacinthinus의 동의어로 분류되었다.
1864년 4월 21일, 에이브러햄 링컨 대통령은 세이어를 정규 육군 명예 준장 계급으로 추천했으며, 1863년 5월 31일, 즉 그가 은퇴하기 전날부터 효력이 발생했다. 이는 길고 충실한 복무에 대한 보상이었다. 미국 상원은 1864년 4월 27일에 이 수상을 승인했다.
그의 업적을 기리기 위해 1958년에 미국 육군사관학교에서 실바누스 세이어 상을 제정했다.
그는 미국 우정청에 의해 9센트짜리 위대한 미국인 시리즈 우표로 기려졌다.
뉴욕시 인우드 (맨해튼) 지역에 있는 세이어 스트리트는 그의 이름을 따서 명명되었다.
매사추세츠주 브레인트리에 있는 세이어가 태어난 집은 보존되어 대중에게 공개된다.
조각가 조지프 키셀루스키는 뉴욕시 브롱스에 있는 뉴욕대학교 위대한 미국인 명예의 전당을 위해 실바누스 세이어의 32인치 흉상을 제작했다. 흉상은 1966년에 설치되었다.
페일 블루 아이 (2022)는 루이스 베이야드의 2003년 소설을 영화화한 것으로, 티머시 스폴이 세이어 역으로 출연한다.

## 계급 변동일
| 휘장        | 계급 | 날짜             | 부대              |
| ----------- | ---- | ---------------- | ----------------- |
| No insignia | 생도 | 1807년 3월 20일  | 미국 육군사관학교 |
|             | 소위 | 1808년 2월 23일  | 공병대            |
|             | 중위 | 1812년 7월 1일   | 공병대            |
|             | 대위 | 1813년 10월 13일 | 공병대            |
|             | 소령 | 1815년 2월 20일  | 명예 진급         |
|             | 중령 | 1823년 3월 3일   | 명예 진급         |
|             | 소령 | 1828년 5월 24일  | 공병대            |
|             | 대령 | 1833년 3월 3일   | 명예 진급         |
|             | 중령 | 1838년 7월 7일   | 공병대            |
|             | 대령 | 1863년 3월 3일   | 공병대            |
|             | 준장 | 1863년 5월 31일  | 명예 진급         |
|             | 대령 | 1863년 6월 1일   | 예비역            |

## 참고 문헌[2]
- Stephen E. Ambrose, Duty, Honor, Country: A History of West Point (1966)
- Thomas J. Fleming, West Point: The Men and Times of the United States Military Academy (1969)
- James L. Morrison Jr., "The Best School in the World": West Point, the Pre-Civil War Years, 1833–1866 (1986)
- George S. Pappas, To the Point: The United States Military Academy, 1802–1902 (1993).

## 같이 보기
- 세이어 가문
- 실바누스 세이어 장군 하우스
- 세이어 아카데미
- 세이어 공립도서관

## 내용주
1. ↑  "웨스트포인트의 간략한 역사." 미국 육군사관학교: 웨스트포인트 웹사이트. 2023년 8월 1일 접속.
2. 1 2 3 4  Herman Hattaway, Michael D. Smith. "Thayer, Sylvanus"; American National Biography Online Feb. 2000, accessed ; American Council of Learned Societies. Published by Oxford University Press.
3. ↑  FortWiki.com의 포트 윈스롭
4. ↑  “역사 및 도서관 소장 자료”. 2004년 11월 24일에 원본 문서에서 보존된 문서. 2006년 5월 24일에 확인함.
5. ↑  “실바누스 세이어: 웨스트포인트를 만든 남자! | 아메리칸 헤리티지”. 《www.americanheritage.com》. 2020년 4월 22일에 확인함.
6. ↑  “실바누스 세이어는 누구였나? | 다트머스 공과대학 세이어 스쿨”. 《engineering.dartmouth.edu》. 2020년 4월 22일에 확인함.
7. ↑  “회원록, 1780-2010: T장” (PDF). 미국 예술 과학 아카데미. 2011년 4월 22일에 확인함.
8. ↑  “APS 회원 이력”. 《search.amphilsoc.org》. 2021년 4월 9일에 확인함.
9. ↑  1862년 국방 연구 위원회 보고서 - 전쟁 장관에게 보내는 서한 - 워싱턴, 1862년 12월 24일 - http://www.npshistory.com/publications/cwdw/hrs/appc.htm
10. ↑  Beolens, Bo; Watkins, Michael; Grayson, Michael (2011). The Eponym Dictionary of Reptiles. Baltimore: Johns Hopkins University Press, xiii + 296 pp. ISBN 978-1-4214-0135-5. ("Thayer", p. 264).
11. 1 2  Eicher, John H., and Eicher, David J., Civil War High Commands, p. 737. Stanford: Stanford University Press, 2001. ISBN 0-8047-3641-3
12. ↑  Hunt, Roger D. and Brown, Jack R. Brevet Brigadier Generals in Blue, p. 608. Gaithersburg, MD: Olde Soldier Books, Inc., 1990. ISBN 1-56013-002-4
13. ↑  “인우드 거리 이름”. 2008년 11월 14일.
14. ↑  “조각”. 《조지프 키셀루스키》 (영어). 2023년 4월 6일에 확인함.